# SMS (sèrie)
SMS, sin miedo a soñar va ser una sèrie de televisió espanyola emesa per laSexta. Previ a l'estrena de la primera temporada, el 7 de juliol del 2006, laSexta va emetre un especial en el qual s'incloïen els 4 primers capítols de la sèrie. A partir del dia 10 de juliol va començar la primera temporada, que constava de 120 capítols.
El dia 29 de desembre de 2006 es va acabar la primera temporada i, sense cap descans en la realitat, però un mes després en la ficció, l'1 de gener de 2007 va començar la segona temporada, que es va emetre fins al 30 de març d'aquest mateix any en laSexta.

## Argument
Conta la història d'un grup d'adolescents de classe alta, la vida dels quals canvia bruscament després de l'arribada d'Edu, un jove de barri.
El contrast entre tots dos mons, juntament amb les relacions sentimentals del grup d'adolescents, conformen l'entramat d'una sèrie juvenil que afegeix un nou element al gènere: una trama de thriller, lligada a un misteriós assassinat en el qual es veuen embolicats tres dels protagonistes.
Al llarg dels capítols, el públic contemplarà el naixement d'un grup de música, la investigació del crim, un romanç impossible i, en definitiva, la transformació de la vida d'una colla d'adolescents que, amb 16 anys, comencen a viure la vida.

### Argument Primera Temporada
Un delinqüent juvenil anomenat Edu s'escapa del centre de menors amb el seu amic Sebas en assabentar-se que han detingut el seu pare a Colòmbia per possessió de drogues. Tots els de la classe preparen una festa en el Blue, un pub en el qual treballa Juan, i Álvaro li proposa matrimoni a la seua parella Sonia. Poc després, Álvaro desapareix. Cristina, la mare de Paula, sospita del seu soci en el bufet d'advocats, Gonzalo, qui sembla estar vinculat amb assumptes il·legals. Abans ha de fer pena a Cristina perquè l'aculla a la seua casa, i fer d'espia per a ell. Edu es fa amic de Javi el friki, i proposen formar un grup de música amb Lucía i Paula. Lucía s'enamora de Paco, el germà de Sonia, i Edu acaba per enamorar-se de Paula. Es descobreix el cadàver d'Álvaro, i se sospita de Paco, i després, de Juan. Javi coneix Jenny, i comença a festejar amb ella. Leti, una antiga parella d'Edu, torna a la seua vida. Sonia festeja amb Andrés per aconseguir un vídeo en el qual es veu com Paco dispara a Álvaro. Paula, per donar-li gelosia a Edu, té un embolic amb un noi major que ella anomenat Pedro, qui resulta ser el nou professor de teatre del col·legi. Gonzalo aconsegueix uns documents signats per Cristina que la incriminen en un delicte de blanqueig de diners, i després fingeix la seua mort. A Sonia li envien un vídeo en el qual es veuen dues mans escanyant algú qui sembla Álvaro. Fiquen Cristina a la presó, però Edu intenta treure-la investigant a Luisa, la secretària del bufet i núvia de Gonzalo. Lucía descobreix que el veritable amor de la seua vida és Javi. Paula vol anar-se'n a un curs d'interpretació a Los Angeles, el mateix al qual anirà Pedro. El tret accidental de Paco no havia matat Álvaro, i com amenaçava de denunciar-los, Andrés el va ofegar. Disparen Gonzalo davant d'Edu, i deixen lliure Cristina. Edu no pot acomiadar-se de Paula abans que el seu avió se'n vaja. Ja no tornarà a veure-la en un mes.

### Argument de la segona temporada
La segona temporada comença amb el retorn de Paula a Madrid després de la seua visita a Los Angeles. Edu està boig per veure-la, però ella està molt insegura de la seua relació amb ell. Mentrestant, Andrés, Paco i Sebas han aconseguit sortir del Centre de Menors gràcies al bon comportament, però ara l'amistat d'Andrés i Paco s'ha trencat per complet. L'arribada d'un nou personatge, Moisés, provocarà que Andrés trega a la llum la seua veritable personalitat. Paco intentarà reconciliar-se amb Lucía, qui ara és la núvia de Javi. Mentrestant, Leti aconsegueix un treball en El Blue per suplir la baixa de Juan, qui ara està a la presó. Paula se sent cada vegada més atreta per Pedro, la qual cosa provocarà que el seu amor estigui dividit i haurà de triar entre Pedro i Edu. Després de la mort de Moisés, Andrés i Eva comencen una relació una mica estranya, mentre la policia segueix la pista d'Eva, principal sospitosa de la mort de Moisés. A més, Paco intentarà no ficar-se en problemes. L'arribada de Vicky com a representant de SMS farà que Lucía senti gelosia d'ella per la manera en què tracta a Javi. A més, Jenny és contractada com a ballarina dels singles de SMS, la qual cosa provocarà que Lucía senta més gelosia encara. Lucía convenç Jenny perquè no li diga a Javi que li va fer un bes a Paco. Però, en una confusió, Lucía va creure que Jenny li ho havia dit a Javi, la qual cosa va provocar la ruptura total de la relació. Quan Javi s'assabenta que Paco va besar Lucía, tots dos es barallen i Javi cau sobre una pedra, la qual cosa provoca que es lesione i que no puga tornar a tocar, posant fi a la seua carrera com a cantant de SMS. Mentrestant, Sebas compra un pis perquè Edu se'n vaja a viure amb ell, però Edu prefereix seguir vivint a casa de Javi. Llavors, Sebas aconsegueix convéncer Leti perquè visca amb ell, després que la seua mare la fera fóra de casa. Per poder pagar el pis, Sebas roba cotxes, la qual cosa provoca una mala reacció per part dels seus amics. Fins i tot roba 100.000 € a Mauro, un mafiós de la ciutat. Mauro i els seus còmplices atrapen Sebas, i llavors ha de treballar per Mauro fins que pague el seu deute, mentre Edu, que havia aconseguit avançar en la seua relació amb Paula, decideix ajudar Sebas i comença una altra vegada a distanciar-se de Paula, qui decideix estar amb Pedro, farta ja de les mentides d'Edu. Paco comença a treballar en el geriàtric on haurà de cuidar Aurelio, un vell pesat i arrogant que li farà la vida impossible. Edu descobreix el Xinès, un policia de paisà infiltrat en la banda de Mauro, i l'ajuda per tancar Mauro i la seva banda, però les coses es compliquen quan Sebas, sense saber dels plans d'Edu, dubta de la seua confiança i és enviat per Mauro per espiar-lo i saber que trama. Mentrestant, Juan ix de la presó per bon comportament i es retroba amb Sonia, qui decideix ajudar-lo. Per tal de fer-ho convenç el seu pare perquè el contracte en la seua empresa. Javi declara els seus sentiments a Vicki, encara que ella en realitat està sortint amb David, la qual cosa provoca que Javi, ple d'ira, li faça la vida impossible a ella i al seu pare. Quan Sebas descobreix Edu i El Xinès parlant sobre Mauro, aquest decideix que vol ajudar-los a capturar Mauro. Juan és contractat per Pepe, però haurà de demostrar-li la seva vàlua amb els negocis, i tindrà una setmana per tancar 10 contractes, però Pepe li farà la vida impossible perquè no ho aconsegueisca. Mentrestant, Andrés, Eva i Kike s'uneixen per descobrir qui és l'assassí, però solament troben més que coses inútils, fins que Kike és assassinat, la qual cosa fa que Andrés, mitjançant uns documents de Kike, aconsegueisca proves per atrapar l'assassí. Andrés visita l'hospital mental on es troba Miriam, per treure-li informació sobre Pedro, el seu principal sospitós. A més, Leti és segrestada per Mauro, qui vol fer pagar la seua traïció a Edu i Sebas. Finalment, Sebas aconsegueix rescatar Leti i roba els diners de Mauro. També Edu torna amb Paula, Javi amb Lucía i Aurelio mor. Finalment, Javi deixa el grup on finalment es queden Edu, Paula i Lucía. Realitzen un concert en el qual Edu i Paula es reconcilien finalment.

## Personatges i repartiment

### Personatges principals
- Cristina Gómez-De Iridutia: 38 anys. Advocada, antiga sòcia de Gonzalo, i mare de Paula. Manté una relació amb David. Durant una bona part de la primera temporada, Edu vivia a sa casa. Va estar acusada de blanqueig de diners a causa d'uns documents que va signar; i més tard de l'assassinat de Gonzalo, encara que aquest estava viu. Per poder tirar endavant va muntar un nou despatx d'advocats amb una agència, però va perdre el cas de prova que li van assignar i va ser acomiadada. En veure que no podia tirar endavant va començar a treballar per a la discogràfica de David, però en un intent per millorar un contracte de Vicki, ho va fer mal bé completament i va renunciar al treball. Després d'aquest fracàs, Cristina no fa altra cosa que beure i com a resultat es converteix en una alcohòlica i provoca que Paula busque solucions perquè Cristina es recupere. Quan per fi veia que tiraria endavant gràcies a la seua relació amb David, Javi, durant un concert de SMS en el Blue, diu públicament que David i Vicki són parella, la qual cosa provoca que Cristina torne a emborratxar-se i començar a anar-se'n al llit amb l'amo del Blue. En els últims capítols crema sa casa quan va deixar caure un cigar a terra i va provocar un incendi. Va ser salvada per Paula mentre arribava a casa. En un dinar amb Pepe, aquest li ofereix un treball en la seua companyia, però la seua sorpresa va ser que quan va arribar el seu currículum solament la volien com a xica de la neteja. Finalment acaba per tornar amb David. Interpretada per: Lola Marceli.

- David Llorens: 43 anys. Ex-músic, pare de Javi. Manté una relació sentimental amb Cristina. Des del final de la primera temporada, Edu viu a sa casa. Va ser solista del grup musical Paràlisi Yeyé, però ara és productor del grup SMS en el qual participa el seu fill. Li van fer una operació de cor. Després dels seus intents fallits perquè la seua relació amb Cristina s'estabilitze, va començar a sortir amb Vicki, la qual cosa va provocar molta gelosia per part de Javi. Quan David va convidar Vicki al seu pis a causa d'unes obres que estaven fent a sa casa, Javi no deixava de fer-li la vida impossible fins que per error, Javi va pujar a la xarxa les cançons noves d'un grup professional, i va provocar que acomiadaren David i que Vicki es fes càrrec de la discogràfica. Quan Javi li va explicar la veritat va deixar de parlar-li. Se sentia tan decebut que no li dirigia la paraula. Finalment acaba per perdonar el seu fill i torna a sortir amb Cristina. Interpretat per: Javier Albalá.

- Eduardo "Edu" Sánchez Díaz: 16 anys. Era un delinqüent juvenil fins que Cristina el va acollir a sa casa. En la primera temporada feia d'espia per a Gonzalo, qui li feia xantatges relacionats amb son pare. Quan Cristina es va assabentar (al final de la primera temporada), el va fer fóra de casa, i aquest se'n va anar a viure a casa de Javi. Forma part del grup SMS. Antigament va tenir una relació amb Leti, però ara està enamorat de Paula. Va començar a treballar amb Mauro per força per tal d'intentar treure Sebas del merder. Quan El Xinès és descobert per Sebas com a delator, El Xinès li explica a Edu que és policia i que està en una missió. Per remeiar-ho, Edu accepta ajudar el Xinès per empresonar Mauro. Després d'acabar amb el cas de Mauro, Edu va pensar a reconquistar Paula, però aquesta es nega, ja que està amb Pedro, llavors Andrés li explica que Pedro és l'assassí del col·legi i decideix ajudar-lo a rescatar Eva amb vida. Finalment torna amb Paula i la rescata de les urpes de Pedro. Interpretat per: Raúl Peña.

- Paula Dejardains Gómez-De Iridutia: 16 anys. Filla de Cristina. Al principi de la sèrie, era una xica pixavina a la qual només li interessava ser actriu. Però després de conèixer Edu, va anar transformant-se en una xica diferent que es preocupa més pels altres. Forma part del grup SMS, en el qual va entrar per obligació, al principi. En l'àmbit sentimental, mai s'acaba de decidir entre Edu i Pedro. Es cansa d'esperar que Edu li explique en quin merder està ficat, per la qual cosa decideix oblidar-se d'ell i començar una vida sentimental amb Pedro. Ara intenta ajudar la seua mare perquè tire endavant i perquè acabe amb el problema amb l'alcohol. És segrestada per Pedro i rescatada per Edu. En un moment crític en el qual Pedro està escanyant Edu ella li pega un tir i aconsegueixen escapar. Finalment en el concert de SMS torna amb Edu. Interpretada per: Amaia Salamanca.

- Lucía Jimeno: 16 anys. Encara que era la "estudiosa" de la classe, es va enamorar de Paco, i al principi aquest va usar l'amor d'ella per divertir-se, però després ell també es va sentir atret per ella. La relació ha tingut molts contratemps, fins que al final de la primera temporada es va adonar que en realitat volia a Javi, i actualment està amb ell. Forma part del grup SMS. Durant la segona temporada, primer és parella de Javi, amb qui talla després de dir-li per accident que va tenir un embolic amb Paco, i pel que sembla és per sempre. Llavors ara està enamorada de Paco, a qui li entra una gelosia de por quan descobreix que en lloc d'estar a la residència d'ancians, treballa a l'hospital ajudant Sara, qui està també enamorada de Paco. Finalment descobreix que Paco està embolicat amb Sara i decideix tallar amb ell. Interpretada per: María Castro.

- Javier "Javi" Llorens: 16 anys. Fill de David. És el friki de la classe. Andrés, Paco, i més recentment, també Moisés, li gasten moltes bromes pesades. És un músic excel·lent, i compositor del grup SMS, del qual també forma part. Sempre ha estat enamorat de Lucía, encara que en la primera temporada va ser parella de Jenny. Quan Lucía li explica que va tenir un embolic amb Paco perquè aquesta va pensar que l'hi ho havia dit Jenny, Javi va trencar amb ella per sempre, fins al punt que es va convertir en mala persona. Finalment acaba per deixar el món de la música per la seua lesió en el braç i, en assabentar-se que Lucía ha deixat Paco, li pregunta per anar a prendre alguna cosa (se suposa que acaben junts). Interpretat per: Mario Casas.

- Sonia Delgado Jarana: 16 anys. Germana de Paco. És molt amiga de Paula. Al principi de la sèrie tenia una relació amorosa amb Álvar fins que aquest va desaparèixer. Després, comença a enamorar-se de Juan a poc a poc, encara que tenia diversos dubtes sobre si era vertaderament l'amor de la seua vida. Es va insinuar a Kike per donar-li gelosia a Juan, i va conquistar Andrés per aconseguir un vídeo sobre la mort d'Álvaro. Quan Juan ix de la presó intenta buscar-li un treball en l'empresa del seu pare però Juan acaba per anar-se'n de la ciutat. Interpretada per: Aroa Gimeno.

- Andrés: 16 anys. Al principi era parella de Paula, però quan aquesta va tenir un embolic amb Edu, Andrés va lluitar per recuperar-la, ja que no suportava perdre "alguna cosa de la seua propietat". És molt amic de Paco. Va ofegar Álvaro després que Paco li pegués un tir accidentalment, i per això va entrar al centre de menors en l'últim capítol de la primera temporada. Actualment està en llibertat fent treballs comunitaris. Després d'això comença a buscar l'assassí del col·legi i després de molts problemes descobreix que és Pedro. Finalment acaba amb Eva. Interpretat per: Yon González.

- Francisco "Paco" Delgado Jarana: 16 anys. Al principi era molt bèstia. Però després d'enamorar-se de Lucía, va canviar una mica. El van ficar al reformatori per l'assassinat d'Álvaro, i allí es va fer amic de Sebas. Es van escapar junts del centre de menors, però van enxampar Sebas. Paco es va entregar a l'últim capítol de la primera temporada, però només estava al centre per fugida. Actualment està en llibertat i fa treballs comunitaris. Després d'això entra a treballar a una residència d'ancians on cuida d'Aurelio. Després de la mort de l'ancià, atropella una famosa tennista, Sara, i pren la fugida. Comença a festejar amb Lucía. Finalment trenca amb Lucía i ix amb Sara, però la relació s'acaba quan Lucía li explica la veritat sobre l'atropellament. Finalment es reconcilia amb Andrés, el seu gran amic de tota la vida. Interpretat per: Guillermo Barrientos.

- Gonzalo: 40 anys. Va estudiar amb Cristina, i es van fer socis del bufet. Uns anys enrere es va corrompre en descobrir els guanys que podia obtenir amb el blanqueig de diners. Quan Cristina va començar a sospitar, li va posar un espia (Edu). Va fingir la seua mort amb 4 litres de la seua sang (treta a poc a poc durant mesos), els quals va posar al maleter d'un cotxe, i va col·locar proves falses en el cotxe de Cristina. Va morir en el penúltim capítol de la primera temporada, d'un tret per part del seu soci, Alberto. Interpretat per: Josep Linuesa.

- Juan: 22 anys. Al principi, era cambrer del Blue, i venia droga. Va renunciar a ambdues coses quan Sonia va voler anar-se'n a viure amb ell. Actualment, el seu lloc de cambrer del Blue és ocupat per Leti. Va desaparèixer de la sèrie per ingressar a la presó a causa del seu silenci sobre la mort d'Álvaro (En el capítol "La lletra dels boleros", Sonia li diu a Paula que va anar a visitar Juan a la presó i que podria eixir prompte). Quan Juan ix de la presó comença a treballar en la companyia de Pepe per demostrar-li que és un bon treballador i una bona parella per a Sonia. Malgrat les traves que li posa Pepe, Juan aconsegueix uns papers que seran claus per descobrir el negoci brut de Pepe. Quan Sonia escolta l'acusació que Juan li fa a Pepe, de lladre i de treballador brut, aquesta no el creu i el tira de sa casa. Per demostrar-li a Sonia que diu la veritat, grava un vídeo en el mòbil en el qual Pepe ho confessa tot. Finalment Juan se'n va a Almeria per començar de zero. Interpretat per: Antonio Hortelano.

- Luisa: Era la secretària del bufet d'advocats de Cristina i Gonzalo, del qual era parella. L'ajuda amb el seu pla per incriminar Cristina i fingir la seua mort. Actualment està en coma a causa d'un tret. Després de recuperar-se ajuda molt Cristina. Interpretada per: Virginia Rodríguez.

- Leticia, "Leti": Es va incorporar a la sèrie en el capítol 34, "Trna mb mi", encara que no va aparèixer en la capçalera fins a la 2a temporada. És una antiga parella d'Edu, la qual no havia anat ni una sola vegada a veure'l al centre de menors, encara que mai van trencar fins que entra en escena en la sèrie. Actualment treballa com a cambrera en el Blue. Finalment, després de trencar amb Edu se'n va de la ciutat amb Sebas. Interpretada per: María León.

- Sebastián, "Sebas": Sebas va aparèixer en la sèrie des del principi, encara que no va ser un personatge principal fins a la 2a temporada, quan apareix per primera vegada en la capçalera. Va estar al reformatori amb Edu fins que van escapar junts, però al contrari que ell, Sebas segueix amb la vida de delinqüent. Actualment té un "treball" en el qual roba cotxes perquè altres els venguen. Finalment se'n va de la ciutat amb Leti. Interpretat per: Pablo Penedo.

- Eva: Eva va aparèixer al final de la primera temporada com a altra alumna "pretendent" de Pedro. Quan va veure que Pedro no li feia gens de cas, es va dedicar a fer-li la vida impossible a Paula i sobretot a Edu. Li deia que Paula se n'anava a Los Angeles per Pedro, o li contava a tot el col·legi que Paula i Pedro se n'havien anat al llit. Finalment és segrestada per Pedro, però s'escapa i acaba sent parella d'Andrés. Interpretada per: María Cotiello.

- Pedro: Va aparèixer per primera vegada en el capítol 89 de la primera temporada, en el qual té un embolic amb Paula per donar-li gelosia a Edu. Dos capítols més tard se sap que és el nou professor de teatre del col·legi. Eva també intenta lligar amb ell, però no ho aconsegueix. En l'últim capítol de la primera temporada, abans d'anar-se'n amb Paula i Eva a Los Angeles, es veu una conversa de Pedro amb la seua psiquiatra, la qual cosa revela que ha de prendre tractament psicològic. Finalment es descobreix que ell és l'assassí misteriós que va matar Kike, el director de l'institut. Mor aparentment a causa d'un tret de Paula just abans que aquest estiguera a punt de matar Edu, però en realitat no estava mort, només ferit. Moribund, es dirigeix al camerino de Paula per matar-la, però, ocult darrere d'uns bastidors, l'escolta parlar bé d'ell, per la qual cosa deixa a terra l'arma que portava i es queda mirant al buit (se suposa que mor). Interpretat per: Sergio Mur.

### Personatges Secundaris
- Pepe Delgado: 50 anys. Pare de Sonia i Paco. Està casat amb Julia. És director d'una constructora. Interpretat per: Jesús Ruyman.

- Julia Jarana: 40 anys. Mare de Sonia i Paco. És amiga de Cristina des de la facultat. Va deixar de treballar quan es va casar amb Pepe. Interpretada per: Alejandra Torray.

- Álvaro Montalván: Parella de Sonia. Era militar, i planejava casar-se amb ella dos anys després. El van matar en els primers capítols, encara que apareix al llarg de la primera temporada en records, enregistraments de mòbil i somnis. La seua pistola es va disparar sola quan la tenia Paco, i li va donar a ell. Més tard, gràcies a una gravació que va realitzar Andrés, es mostren unes mans ofegant Álvaro. Després es va saber que va ser Andrés qui el va ofegar.

- L'Amo de "El Blue": És un xic d'uns 25 anys i el millor amic de Juan. Al principi va tenir problemes amb Sebas quan va acomiadar Leti per arribar tard al treball. Quan Sebas s'hi va assabentar, va anar al Blue amb uns amics del barri per amenaçar-lo perquè acceptara Leti de nou. Actualment passa alguna nit amb Cristina quan aquesta s'emborratxa.

- Johny: Estudiant d'intercanvi. Era amic de Paco, Andrés i Juan; i va gravar en el mòbil l'escanyament d'Álvaro a mans d'Andrés. Interpretat per: JPelirrojo.

- Alex, el pilota d'Andrés: Era amic d'Andrés i Paco, encara que no participava de ple en les topades que tenien amb Javi i Edu. De tant en tant ficava zitzània a qui considerava "frikis" i no tan "frikis", la qual cosa ocasionava que sofrira en més d'una ocasió algun contratemps. Interpretat per: Adrián Moreno.

- Jesús: Personatge que apareix durant les dues temporades. Company de classe de Paula, Javi, Paco i de la resta dels joves de la sèrie. Involucrat en diverses de les gamberrades que aquests fan, se'n ix malparat alguna vegada.  Interpretat per: Jesús Sánchez.

- Fod: Era un amic d'Edu que també estava al reformatori. Quan va eixir, va aconseguir un treball en una empresa de missatgeria, però havia de contenir-se per no robar coses. Va morir a mans de Gonzalo, perquè creia que havia matat Edu.

- Carmelo Sánchez: Pare d'Edu. Al principi de la sèrie el van enxampar amb droga a Colòmbia, i el van empresonar allà. En el capítol 67 va tornar a Espanya. En el 96 el van soltar de la presó perquè patia una greu malaltia. Va morir en el capítol 100.

- José (El Director): És el director de l'Institut. Va morir en el capítol 20 (2a temporada) després de veure un diari on posava el nom de l'assassí de Moisés. Li van engegar un tret al cap.

- Lionel Dejardains: És el pare de Paula, un empresari adinerat i francès. Resideix a París (França) i quasi mai veu la seua filla, encara que en moltes ocasions intenta emportar-se Paula a viure amb ell a França. Cada vegada que Cristina tenia algun problema econòmic ell li donava un xec amb molts diners perquè saldara els seus deutes, encara que sempre els rebutjava.

- Kike: Va ajudar Sonia a rastrejar la persona que va penjar un vídeo on es veien unes mans ofegant Álvaro. Finalment es va saber que Johny havia penjat en Internet el vídeo i eren les mans d'Andrés que ofegaven Álvaro. Després, amb els nous assassinats al col·legi, Kike ajuda Andrés i Eva a descobrir qui és l'assassí. Quan per fi troba alguna cosa, ho amaga dins d'un ordinador per assegurar-se que ningú ho trobe. Era el principal sospitós quan Andrés es troba el seu mòbil i veu l'enregistrament de la mort del director. Per aclarir-li a Andrés que no és l'assassí queda amb ell a un bosc per donar-li tota la informació. Quan Andrés arriba, troba Kike penjat en un arbre i aparentment sembla que s'ha suïcidat, però la veritat és que el va matar l'assassí.

- Jenny: Ex-parella de Javi. Sempre es queixava que Javi es preocupava més de Lucía que d'ella, a pesar que Lucía estigués eixint amb Paco. Jenny es veu embolicada en un gran deute amb un mafiós argentí per pagar un equip de so que li va trencar a Javi; quan Lucía s'hi adona decideix ajudar-la a pagar el deute. Es va adonar que malgrat tot, Lucía podria ser la seua gran amiga, encara que no va durar molt la seua amistat quan Lucía va declarar el seu amor a Javi. Finalment, Javi la va deixar pel gran amor de la seua vida al final de la primera temporada. Jenny va tornar a la sèrie per ser la ballarina oficial de SMS. Quan Lucía s'adona que Jenny la va veure coquetejant amb Paco, li demana que no li diga res a Javi.Jenny diu que no és acuseta i no dirà res. En una conversa amb Javi, Lucía els veu parlant i pensa que li havia dit tot a Javi. Després d'aquesta escena Jenny va desaparèixer per complet de la sèrie. Interpretada per: Erika Sanz.

- Moisés: Va aparèixer en el primer capítol de la segona temporada. Triomfador nat, acostumat al fet que tot es faça com ell vol. Per això entra en conflicte amb Andrés molt sovint. Va morir uns capítols després electrocutat a la piscina (assassinat), però pel que sembla podria seguir viu en veure's diversos missatges seus en el mòbil d'Eva. Pel que sembla es feia creure que Eva i ell estaven intentant tornar boig Andrés, però en realitat era Pedro qui li enviava els missatges fent-se passar per Moisés. Interpretat per: Martiño Rivas.

- Aurelio: Ancià resident en un asil a qui Paco haurà de cuidar i ajudar per motiu del Servei Comunitari. Aquest personatge és una mica capritxós i li fa la vida impossible a Paco. Més endavant Paco s'ofereix a ajudar Aurelio per segrestar la seua neta. Quan estan a punt d'emportar-se Paco al centre de menors per culpa del mateix Aurelio, aquest s'adona de l'error que cometrà i salva Paco d'anar-se'n al centre. Aurelio comença a sentir-se malament en presència de Paco i Lucía. Després, ja a l'habitació d'Aurelio, aquest els explica a Paco i a Lucía que s'està morint i que desitjaria no fer-ho sol i Paco li dona la seua paraula que estarà present en el moment que això ocorrega. Finalment Aurelio mor sol perquè Paco no va poder arribar a temps. Interpretat per: Manuel Andrés.

- Miriam: Va ser parella de Pedro i la raó per la qual assisteix al psicòleg. Ella se sent atreta per Pedro fins al punt de tornar-se boja per aconseguir que Pedro tan sols entenga que el seu destí és estar amb ella. La policia sospita de Miriam i Pedro li posa un parany perquè se l'emporten al psiquiàtric per poder controlar-la. Encara que després de la visita d'Andrés, ella s'escapa i a les poques hores amenaça de tirar-se d'un edifici i solament vol veure a Pedro. Un motiu encara desconegut és que, mentre Miriam està parlant amb Pedro, es posen imatges de Paula que, des del carrer veu com Miriam va caient fins que s'estavella contra el terra i mor. Interpretada per: Manuela Burló.

- Mauro: És el cap i líder d'una banda criminal i mafiosa. Quan Sebas li roba el seu cotxe amb 100.000 € dins, li dona un ultimàtum perquè li pague, però com no aconsegueix els diners, ell i Edu comencen a treballar per a Mauro fins a pagar-li els 100.000 €. Quan sap que El Xinès és policia, admet Edu i Sebas en el seu equip per fer uns treballets. Quan intenta esbrinar qui és el delator, uns dels seus pinxos li dona un número de telèfon amb el número d'Edu. Aquest contesta i descobreix que Edu és el delator. Quan la policia registra el seu amagatall, Mauro decideix que vol venjar-se dels traïdors (Edu, Sebas i El Xinès) i rapta Leti per fer-los cometre un error.

- El Xinès: És un policia que es troba infiltrat en la banda de Mauro per poder detindre'l en un dels seus robatoris. És descobert per Sebas quan l'escolta parlar amb la policia. Més tard li explica a Edu que ell és policia i que si no li haguessen dit a Mauro que venia la policia, aquest hagués sigut arrestat. Després convenç Edu perquè seguisca treballant amb Mauro per poder acabar el seu treball i arrestar-lo d'una vegada. En una de les reunions mantingudes amb Edu sobre l'informe de tot el succeït amb Mauro, descobreix que Sebas està escoltant i amenaça d'enviar-lo a la presó si no calla. Després El Xinès cedeix perquè Sebas els ajude a tancar a Mauro.

- El Pinxo: És un súbdit i treballa sota les ordres de Mauro. Quan Mauro descobreix que Edu i Sebas són els talps que li donaven informació al Xinès, li demana que els mate, encara que aquests escapen. Després, per ordres de Mauro, segresta Leti, i s'encarrega de matar-la si no compleixen les expectatives de Mauro, però Edu i Sebas arriben i rescaten Leti fent que detinguen el Pinxo.

- Vicki: És la representant del grup SMS. Sent una atracció cap a Javi que provoca que Lucía senta gelosia i inseguretat.. A més, per assajar la coreografia del grup, decideix contractar Jenny com a ballarina de Javi. Ara mateix és parella de David, la qual cosa provoca gelosia per part de Cristina i de Javi, qui va estar enamorat d'ella. Quan David és acomiadat per les cançons que Javi va pujar a Internet, Vicki li diu a David que parlarà amb els amos de la discogràfica perquè torne com a cap, però en lloc de fer-ho, acaba sent ella la cap, la qual cosa provoca que la seua relació amb David s'acabe. Interpretada per: Marta Hazas.

- Sara: És la xica que va atropellar Paco abans de prendre la fugida. Jove promesa del tennis que va veure el seu somni fet trossos quan el metge li va dir que no podia tornar a jugar per culpa de l'accident. Ara mateix es troba a l'hospital intentant recuperar-se per seguir amb la seua vida normal. Paco l'ajuda, encara que no sap que ell la va atropellar. Quan Sara per fi acaba la seua teràpia de recuperació, Paco ja no haurà d'ajudar-la més amb la rehabilitació. Per poder seguir veient Paco, ella s'inscriu al col·legi de Paco i Lucía. Finalment descobreix que qui l'ha atropellat és Paco i trenquen. Interpretada per: Sara Casasnovas.

- Carlos: Cosí de Sara. Apareix en un capítol de la segona temporada.

### Coincidència dels actors en altres sèries i pel·lícules
Molts actors d'aquesta sèrie han eixit en altres sèries:
- Compañeros: Raúl Peña, Virginia Rodríguez i Antonio Hortelano van estar junts en aquesta sèrie. En un dels capítols de la primera temporada, va haver-hi una escena en la qual Juan (Antonio Hortelano) pregunta a Luisa (Virginia Rodríguez): "Ens coneixem d'alguna cosa?... Tu i jo no havíem estat companys?" i durant uns segons sona de fons la famosa sintonia de la sèrie "Compañeros".

- Un paso adelante: Raúl Peña i Erika Sanz.
- Cafetería Manhattan: Pablo Penedo i Manuel Andrés.
- El internado: Martin Rivas, Yon González i Marta Hazas.
- Sin tetas no hay paraíso: Aroa Gimeno, Amaia Salamanca, María Castro, Josep Linuesa i Sergio Mur.
- Los hombres de Paco: Amaia Salamanca (2 episodis), Roger Álvarez i Mario Casas.
- Amar en tiempos revueltos: Aroa Gimeno, María Cotiello, Sara Casasnovas, Ana Labordeta, Roger Álvarez, Álvaro Roig i Lola Marceli.
- Hay alguien ahí: María Cotiello i Guillermo Barrientos.
- Fuga de cerebros: Amaia Salamanca, Mario Casas i Pablo Penedo
- Cuenta atrás: Guillermo Barrientos, Aroa Gimeno, Jesúcriticos Ruyman, Pablo Penedo, María León i Erika Sanz.
- El comisario: Aroa Gimeno, Ana Labordeta, Pablo Penedo, Álvaro Roig i Sara Casasnovas.
- Gran Hotel: Amaia Salamanca i Yon González.
- El barco: Mario Casas i Guillermo Barrientos.
- 14 d'abril. La República: Sergio Mur i María Cotiello.
- Una bala para el Rey: María León i María Castro.
- Bandolera: Guillermo Barrientos, María Cotiello, Jesús Ruyman i Marta Hazas.
- Mentiras y gordas: Mario Casas i Yon González.

## Notícies
- Dilluns, 26 de juny de 2006: 'SMS: Sin Miedo a Soñar', primera sèrie nacional de laSexta i la seua principal aposta per a l'estiu
- Dijous, 06 de juliol de 2006: Tot sobre 'SMS: Sin Miedo a Soñar'
- Dijous, 06 de juliol de 2006: Contreras: “Volem trencar amb els cànons tradicionals de la programació de TV”
- Dimecres, 23 d'agost de 2006: María León i Erika Sanz s'incorporen avui a la sèrie 'SMS'
- Dimecres, 3 de gener de 2007: Més d'1.500 joves han participat en el càsting de 'SMS'
- Dimarts, 13 de març de 2007: 'SMS' arriba a la seua fi en laSexta després de 185 capítols